# コナコーヒー・ベルト
コナコーヒー・ベルト（英語: Kona Coffee Belt）はアメリカ合衆国ハワイ州ハワイ島のカイルア・コナにある地域で、コナコーヒーの農園、農園直営販売店がある地域である。

## 歴史
サトウキビ栽培の労働者としてハワイへ来た日本人が、その後コナコーヒーの栽培に大きく携わったといわれている。

## 場所
コナコーヒー・ベルトは、カイルア・コナのダウンタウンまたはコナ国際空港からフアラライ山の中腹へ上がり、海抜約500メートルにある。この地域はよく霧（ヴォグ）が発生している地区でもある。
コナコーヒー・ベルトは、ハワイ州道190号線がパラニ・ロード（Palani Road）に入る少し手前から始まり、ハワイ州道180号線（別名：North Kona Road）に沿っておもに展開しており、ホルアロア（Holualoa）の町を通り、その後カイナリウ（Kainaliu）でハワイ州道11号線に合流して、ケアラケクア（Kealakekua）やホーナウナウ（Hōnaunau）あたりまで続く。  

## おもな農園・販売店など
おもな農園、農園直営販売店、博物館などは次の通りである。

### 州道190号線沿い
- マウンテン・サンダー（Mountain Thunder）- さらに高地の海抜1000mにある　[4]

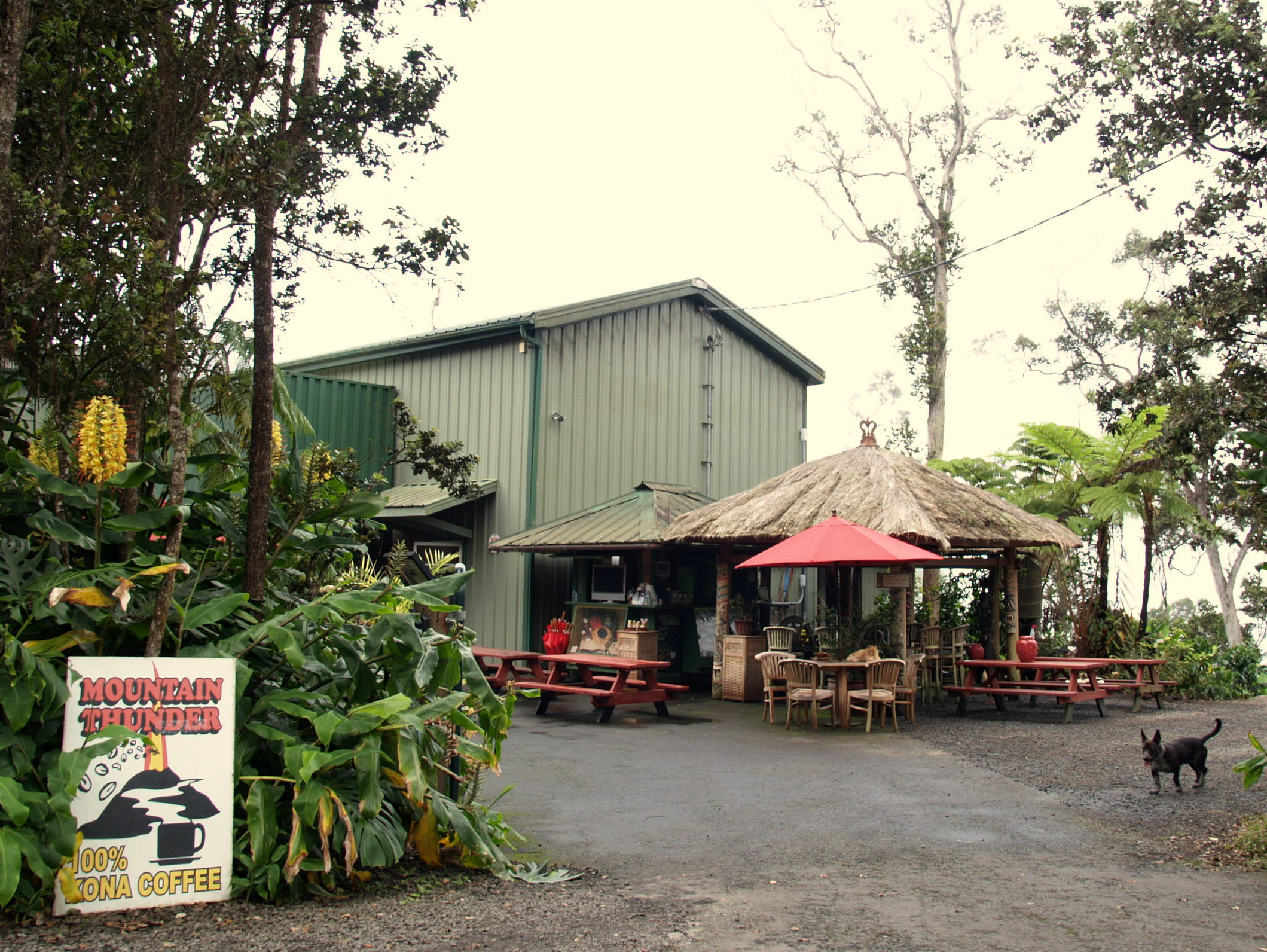
マウンテン・サンダー・コーヒー

### 州道180号線沿い
この道路の海側の農園・店は太平洋のカイルア湾を見下ろす景勝地にある。
- ドトール　マウカ・メドウズ　 [5]
- UCC Hawaii　コナ・コーヒー・エステート　 [6]
- ホルアロア・コナ・コーヒー・カンパニー

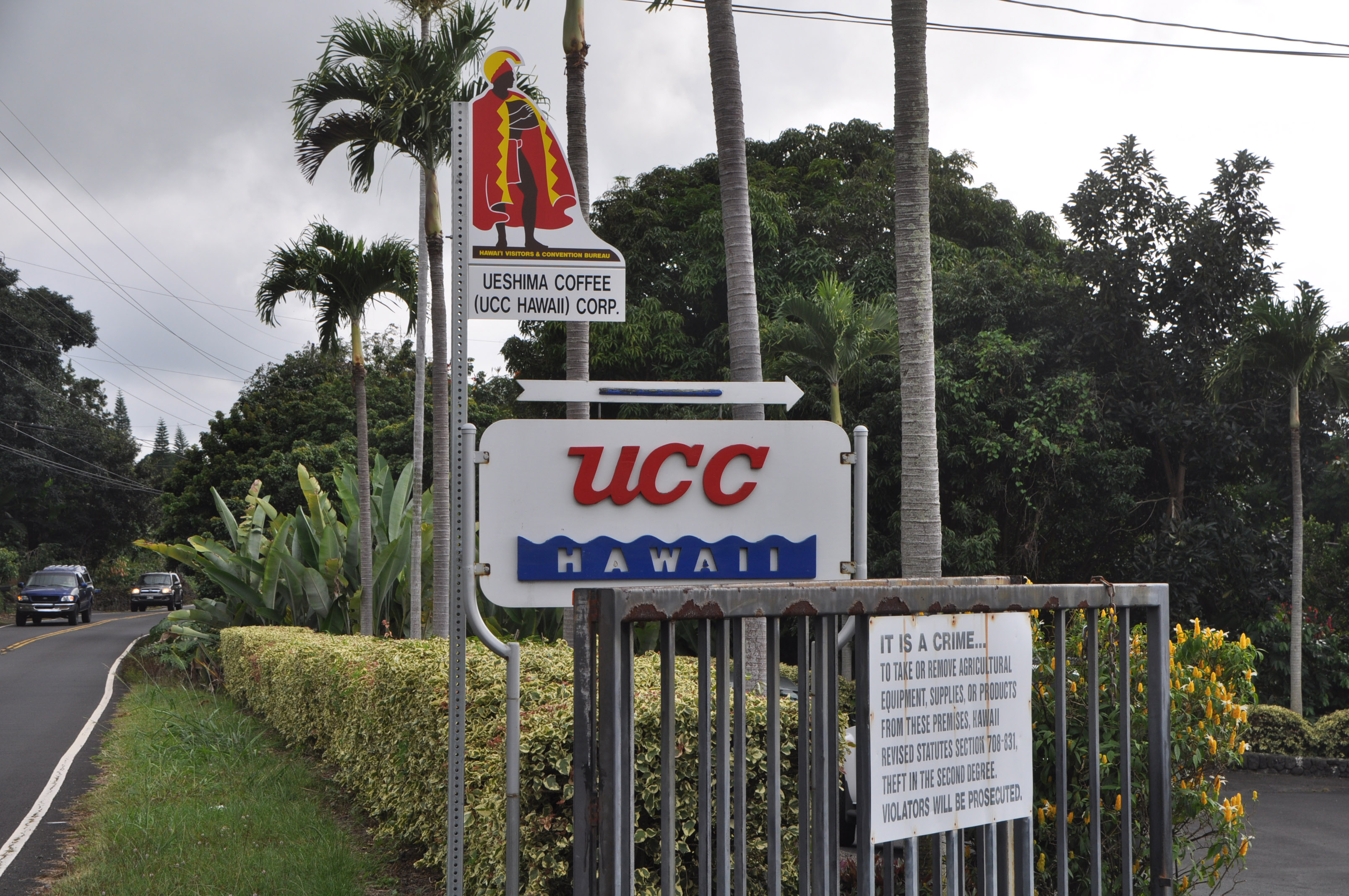
UCCハワイ
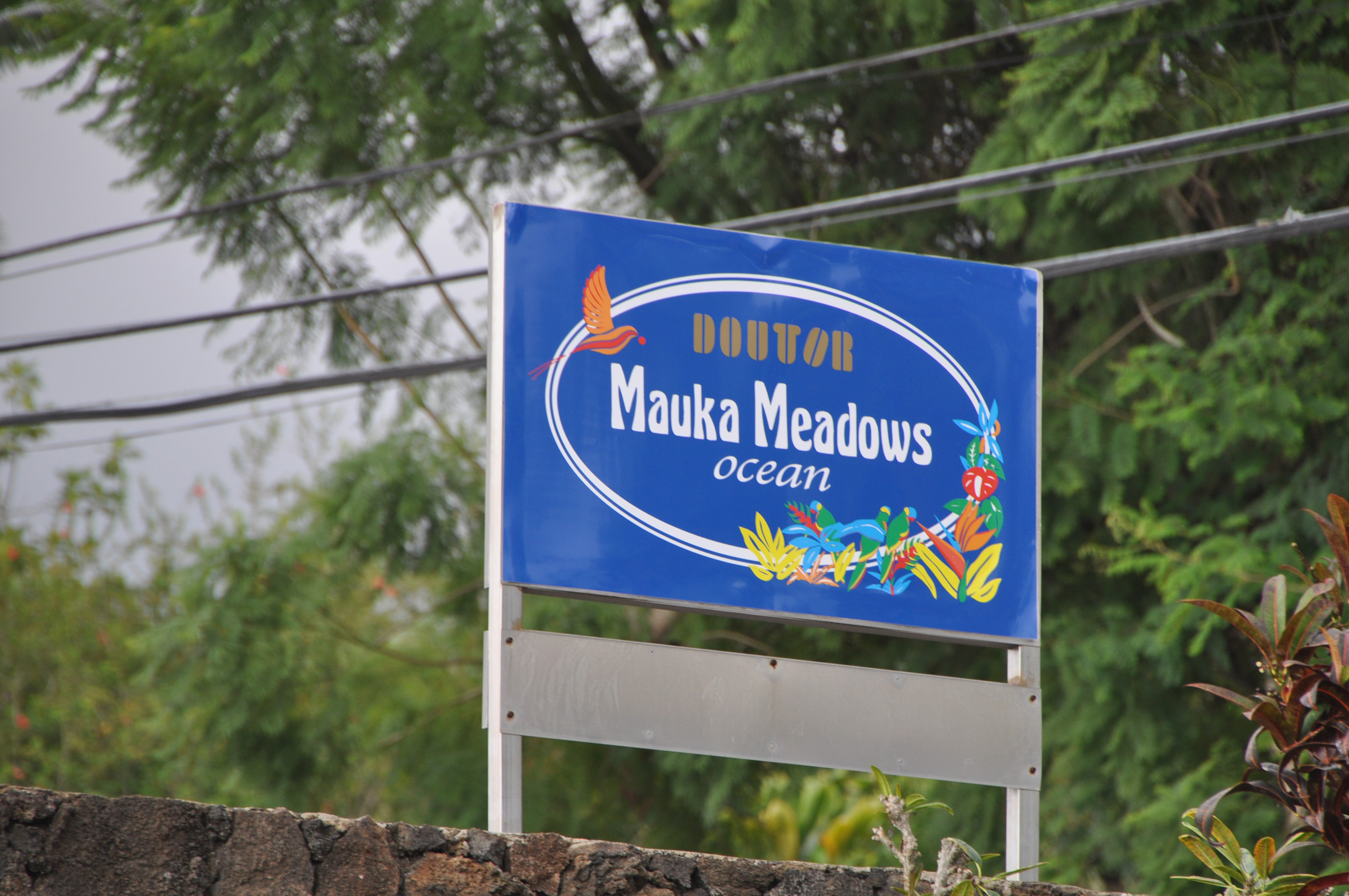
ドトール　マウカ・メドウズ

### 州道11号線沿い
- コナ・ヒストリカル・ソサエティ・ミュージアム - コナコーヒーの歴史を今に伝える　[7]
- コナ・コーヒー・リビング・ヒストリー・ファーム - 1925年に熊本から移民した内田夫妻が建てた家　[8]